# グランド・セフト・オートシリーズ
グランド・セフト・オートシリーズ（Grand Theft Auto Series）は、英国のロックスター・ノース開発および米国のロックスター・ゲームス販売によるクライムアクションゲームシリーズ。公式略称はGTA。また、公式略称ではないが日本国内ではグラセフと略されることもある。全シリーズ11作品が発売されている。
街中で突然に人を殺害したり、車両を盗んで走り回る・売却するなどの犯罪を中心にした内容が特徴で、架空又は実在する部隊・人物などが登場する事が大きな特徴。またPCからPSシリーズ、XBOXシリーズなど、幅広く発売している。メインはストーリーモード（オフライン）であるが、最近ではオンライン（マルチモード）にも力を入れている。
2024年11月時点で、全世界でシリーズ累計4億3,500本以上の売り上げを記録している世界的大ヒット作品である。

## 概要
ゲームタイトルは直訳すれば「自動車重窃盗」といった意味（"Grand Theft"は重窃盗、"Auto"は自動車）であるが、シリーズでは車に限らず一部の作品には陸海空の様々な「乗り物」が登場する。
ほかのクライムアクションゲームに比べてNPCの行動やしぐさが人間的である。例えば事実上の競合作品の『MAFIA』や『DRIV3R』といったクライムアクションゲームのNPCはただひたすら歩道を歩く人形のようなものだが、『GTA：SA』では主人公が魅力ある服装だとNPCから通りがかりに話しかけられたり、誉めてくれたり、写真を撮られたり、逆にからかわれたりする。それ以外にもNPC同士が会話していたり、警官に反抗的なものがいたりとさまざまで、ほかのクライムアクションゲームには無いNPCの人間描写がある。
なお、暴力的描写が含まれるため、子供のNPCは一切見られず、ストーリーにおいても『GTA：VCS』に少し登場するだけである。
シリーズの多くは序盤（またはオープニングシーンまで）仲間だったキャラクターが後々裏切り、プレイヤーと敵対する関係になるといった、モチーフとしているマフィア・ギャング映画に近いストーリーとなっている。また、いずれの作品もゲームの性質上、主人公が人生のどん底から再起し這い上がって頂点に立つといったストーリー展開が多い。プレイヤーは決められたミッションをこなしてゲームを進めることになるが、ミッションは失敗してもそのまま最初からやり直せる（作品によってはリトライできる場合もある）。
街で殺人を起こすと手配度（星、又は警察バッジのマーク）が増え、警察が主人公を追跡する。手配度が上がるにつれ、より精強な部隊に追われることになる（部隊には戦車隊やヘリコプター隊などが含まれているが、シリーズによっては出ないこともある）。部隊の追跡を免れるためには手配度を何らかの方法で消す必要があり、手配度が高い程消すのも難しくなる。
ライフがなくなって失神したり警察に捕まったりすると、武器と防弾チョッキを没収され、最寄りの警察署や医療施設から再スタートしなければならない（『GTAIV』においては逮捕された場合のみ武器が没収され、『GTAV』では逮捕された場合弾薬のみが没収される）。病院に入院すると治療費をとられる。
また、ほとんどの作品に日本語や日本文化（特に刃物）、半グレなどが登場する。日本語を話すNPCがいたり、街中に落ちている新聞紙や段ボールをよく見ると日本語が書かれていたりする。『GTA：VCS』のミッション名には「Domo Arigato Domestoboto」（元ネタはStyxの「ミスター・ロボット」）というものがある。
シリーズにおいて登場人物が複数の作品において共通することがある（『GTAIII』系統に登場するフィル・キャシディは『GTAIII』『GTA：VC』『GTA：LCS』『GTA：VCS』の4作品に登場しており、GTAシリーズの登場人物で最も登場回数が多い）。
本作のパロディとして、GTAのゲーム画面風なCGアニメによるコカコーラのCMが流された。CMはGTAの暴力的なイメージをまるっきり逆にしたピースフルな内容である。

## シリーズ一覧

### 発売年表と時系列
| 1997 | グランド・セフト・オート                                   |
| 1998 |                                                            |
| 1999 | グランド・セフト・オート・ロンドン1969                     |
| 1999 | グランド・セフト・オート・ロンドン1961                     |
| 1999 | グランド・セフト・オート2                                  |
| 2000 |                                                            |
| 2001 | グランド・セフト・オートIII                                |
| 2002 | グランド・セフト・オート・バイスシティ                     |
| 2003 | グランド・セフト・オート:ダブルパック                      |
| 2004 | グランド・セフト・オート・サンアンドレアス                 |
| 2004 | グランド・セフト・オート・アドバンス                       |
| 2005 | グランド・セフト・オート:トリロジー                        |
| 2005 | グランド・セフト・オート・リバティーシティ・ストーリーズ   |
| 2006 | グランド・セフト・オート・バイスシティ・ストーリーズ       |
| 2007 |                                                            |
| 2008 | グランド・セフト・オートIV                                 |
| 2009 | グランド・セフト・オートIV・ザ・ロスト・アンド・ダムド     |
| 2009 | グランド・セフト・オート・チャイナタウンウォーズ           |
| 2009 | グランド・セフト・オート・ザ・バラッド・オブ・ゲイ・トニー |
| 2010 |                                                            |
| 2011 |                                                            |
| 2012 |                                                            |
| 2013 | グランド・セフト・オートV                                  |
| 2013 | グランド・セフト・オート オンライン                        |
| 2014 |                                                            |
| 2015 |                                                            |
| 2016 |                                                            |
| 2017 |                                                            |
| 2018 |                                                            |
| 2019 |                                                            |
| 2020 |                                                            |
| 2021 | グランド・セフト・オート:トリロジー:決定版                 |
| 2022 |                                                            |
| 2023 |                                                            |
| 2024 |                                                            |
| 2025 |                                                            |
| 2026 | グランド・セフト・オートVI（予定）                         |

グランド・セフト・オートシリーズは主に3つのシリーズと時系列によって展開されている。

#### 2Dシリーズ
2DシリーズはGTA1→GTA2となっている。このシリーズは追加パッケージ作品｢GTA：ロンドン シリーズ｣などもある。現在のGTAシリーズとは異なり、見下ろし型の視点となっている。

#### 3Dシリーズ
3Dシリーズは、過去の世界を主な舞台としており、2Dシリーズから一新されている。
時系列はGTA：VCS（1984年）→GTA：VC（1986年）→GTA：SA（1992年）→GTA：LCS（1998年）→GTA：AD（2000年）→GTAIII（2001年）で構成されている。現在、2006年に発売された『グランド・セフト・オート・バイスシティ・ストーリーズ』をもって3Dシリーズのストーリーは完結した。2021年11月に発売された『グランド・セフト・オート:トリロジー:決定版』はリマスター作品である。そのため15年振りに3Dシリーズの作品が発売された。

#### HDシリーズ
GTAIV・TLAD・TBoGT（2008年）→GTA：CTW（2010年）→GTAV（2013年）
3Dシリーズから時系列や舞台が一新されているため、『GTAIII』から『GTA：VCS』までの全作品の世界観は一切共有していない。また、HDシリーズは主にリアルタイムの現代の世界が舞台。
3Dシリーズとは違い、自由度、リアル度が大幅に改善し、グラフィックなども強化（今作からロックスター・アドバンスド・ゲーム・エンジンと呼ばれる高画質のゲームエンジンを使用している）、オンラインモードにも注力されるようになった。

### グランド・セフト・オート
グランド・セフト・オート第1作目。1997年10月21日、欧州で発売。略称は『GTA』。日本ではPC版、1998年8月にPlayStation版が発売された。従来にはないその暴力性が一部で問題視された。
見下ろし型オープンワールドクライムアクションドライブゲームの形態を持つゲーム。ストーリーは、ギャング組織のチンピラ（ストリートギャング）がボスに指示をもらい、ミッション（犯罪）を実行するという内容。
舞台は1997年で、リゾート地の『バイスシティ』、坂が多い『サンアンドレアス』、都市の『リバティーシティ』などと現在のGTAシリーズと同じ名前（舞台）となっている。その後、この3つの舞台は作品ごとに拡張されていき、現在まで旧・新に共通するGTAシリーズの舞台となっている。
パッケージでフィーチャーされている建造物は、ニューヨークのトランプ・タワーである。
売上本数は、100万本。
グランド・セフト・オート・ミッションパック＃1 ロンドン 1969

1作目の追加パック。舞台を1969年のロンドンとし、当時の欧州車が登場する。
当時のロンドンの雰囲気をほぼ再現しており、また、前作同様、個性的なキャラクターがおり、その中の1人であるロドニーは唯一イラストが2種類存在しており、うち1種類がロックスター・ソーシャルクラブでアイコンとして設定できる。
なお、テーマ曲はラウラ・アントネッリ主演の映画『毛皮のヴィーナス』の楽曲のひとつが使用されており、これらの曲はゲーム内のラジオ「ウェストミンスター・ワイヤレス」で聴くことができる。
グランド・セフト・オート・ミッションパック＃2 ロンドン 1961
 1作目の追加パック第2弾。舞台は1961年のロンドン。

### グランド・セフト・オート2
1999年10月発売。略称は『GTA2』。
PC向けの製作で2D（x、y軸）。前作からの大きな変更点は「信頼度」の導入であり、これは各面ごとに3つの犯罪組織が対立しており、ある組織に気に入られるとより報酬の高い仕事をもらえるが、その代わり敵対する別の組織から報復を受けるというものである。このため高い自由度に加えて、常に各組織の顔色をうかがいながらゲームを進めていくという戦略性が加わった。なお、視点は前作と同様、見下ろし型。
また、アメリカ合衆国が舞台だった前作に比べて「ザイバツ」や「ヤクザ」という組織名や「アサクサ」「ヒロシマ」のような地名、日本語が流れるラジオ（DJ名は、テリヤキチャン）など、所々に日本を意識した作りが見られる。
さらに、最大手配レベルが4から6になり、犯罪を起こしすぎた際のペナルティがより厳しくなった。グラフィックも『グランド・セフト・オート』から少し進化しており、街灯や信号機などの光が強化されている。
シリーズで唯一ドリームキャスト版が発売された作品でもある。
なお、Rockstar Gamesの英語版サイトでこのゲーム（英語表記）がフリーソフトでダウンロード可能であった。
現在では利用不可になったロックスターゲームの無料配布サイトのアーカイブ
売上本数は、200万本。
主人公は『GTAIII』と関わりがないが、男性の「クロード・スピード」。

### グランド・セフト・オートIII
当初PS2で発売され、後にPCやXboxに移植された。日本でも2003年秋にカプコンよりCEROレイティング18歳以上対象ソフトとしてPS2版が発売され、海外ゲームとしては異例の30万本ヒット（当時）を記録した。略称は『GTAIII』。
ニューヨークシティがモデルの架空の街「リバティーシティ」が舞台となり、完全3D化による自由度の高さが好評を博し、世界中で800万本規模の大ヒットを遂げる（現在は1,500万本以上）(リバティーシティの別名は「アメリカ史上最悪の街」)。
世界中で人気を博し、大ギャングブームを起こした反面、世界中で凶悪犯罪が急増。日本でも平成大ギャングブームと呼ばれる現象が起き、暴力描写や犯罪思想、特にチートを使用することで体がバラバラになる描写が問題となり、青少年による精神病や暴力、無差別殺人事件を続発させたとして批判され（後述）、神奈川県で有害図書に認定される。
2004年12月16日にカプコンから廉価版がPS2用として発売された。本作の主人公の名前は『GTA III』作品内では一切明かされなかったが、2004年の『グランド・セフト・オート・サンアンドレアス』で「クロード」であることが判明した。
本作から、ナンバリングタイトルの表記がローマ数字に変更されている。

### グランド・セフト・オート・バイスシティ
旧シリーズ第2弾。2002年10月にPS2で発売、日本では2004年5月にPS2日本版が発売された。その後、PC版にも移植された。略称は『GTA：VC』。
また、前作『グランド・セフト・オートIII』と今作『グランド・セフト・オート・バイスシティ』をカップリングした徳用パック『グランド・セフト・オート ダブルパック』がXboxとPS2向けに発売された。
今作の舞台は1986年のアメリカ東海岸の架空のリゾート都市「バイスシティ」。そのためか、前作とは逆に明るい雰囲気になっている。
アル・パチーノ主演のバイオレンス映画『スカーフェイス』および80年代を代表するマイアミが舞台のドラマ『マイアミバイス』の強い影響を受けて作られた両作のオマージュが各所にちりばめられている。
本作からバイクやヘリコプターに乗れるようになったほか、服装を変更することができるようになった。また物件を購入して、特定のミッションをクリアすると収入が得られるようになるなどの要素も追加されている。
売上本数は、『GTA III』を超す大ヒットを起こし、全世界で1,750万本以上を売り上げた。本作の主人公は男性の「トミー・ベルセッティ」。

### グランド・セフト・オート・サンアンドレアス
GTA IIIシリーズ第3弾。2004年10月26日にPS2北米版が発売された。PS2日本版は不適切なシーンなどを一部カットした上で2007年1月25日発売（CERO区分：Z=18歳未満購入禁止）。2007年7月12日には、カプコンより廉価版が発売された。略称は『GTA：SA』。
舞台は1992年のアメリカ西海岸の架空の州「サンアンドレアス州」。サンアンドレアス州の中には「ロスサントス」、「サンフィエロ」、「ラスベンチュラス」の3つの都市がある(一部のミッションでは、「リバティーシティ」に行くことになる)。これまでのシリーズは一つの都市が舞台だったのに対し、本作では一つの州が舞台となり、山丘地帯などが追加されている。本作の主人公は男性の「カール・ジョンソン（略：CJ）」。
今作からGTAシリーズ初、航空機に乗れるようになったほか、食事ができるようになったり、自身の体型を変えたり、海を泳ぐことができるようになった。他にも旧作には存在しなかった様々な要素が追加されている。
売上は前作『GTA:VC』を上回る2,750万本以上を記録し、PS2で最も売れたゲームでもある。反面、性的シーンが問題となり、社会問題までに発展した（ホットコーヒー問題）。
今作を最後にXbox版のシリーズ販売は終了している。

### グランド・セフト・オート・アドバンス
GTA IIIシリーズの第4弾で、GTA初のゲームボーイアドバンス版。また、『グランド・セフト・オート・サンアンドレアス』と同年同日、2004年10月26日に発売された、スピンオフ作品である。略称は『GTA：AD』。
舞台は『GTA III』と同様「リバティーシティ」で、『GTA III』の1年前、『GTA：LCS』2年後の2000年が舞台の話となっている。
今作のゲーム内視点は、『GTA』『GTA：ロンドン シリーズ』および『GTA2』『GTA：CTW』と同じく見下ろし型。何度か発売延期になったあとアメリカ合衆国とヨーロッパで発売されたが、日本では唯一発売されなかった（本国から輸入する必要があり）。
主人公はイギリス系アメリカ人の男性の「マイク」と呼ばれていた。

### グランド・セフト・オート・リバティーシティ・ストーリーズ
GTA IIIシリーズ第5弾で、GTAシリーズ初のPSP版。2005年10月25日にPSP北米版が発売され、2006年6月6日にPS2北米版が発売された。
2007年7月26日にPSPの日本版が発売され、2007年9月6日にPS2の日本版も発売された、スピンオフ作品のGTAシリーズである。略称は『GTA：LCS』。
今作の舞台は2001年の『GTA III』の約3年前、『GTA:AD』の2年前となる、1998年の「リバティーシティ」である為、『III』の「リバティーシティ」とは異なる建物や『III』では、破壊されていた建物などが存在していたなどがある為、約3年間で「リバティーシティ」が変化した事が分かる。
売上本数は、1,100万本。
本作の主人公は同ゲームに登場したレオーネ・ギャングの一員、男性の「トニー・シプリアーニ」。

### グランド・セフト・オート・バイスシティ・ストーリーズ
旧シリーズ第6弾。2006年10月31日発売。PSP版第2弾として北米にてリリース、PSP同梱版も発売された。日本版はPSP、PS2版ともに2007年12月6日に発売された、スピンオフ作品である。（日本語版限定ではあるものの、GTAシリーズ初のダブルプラットフォームでもある）。略称は『GTA：VCS』。
『GTA:VC』の2年前の「バイスシティ」が舞台となる。『GTA：VC』とは違い、海の中に入れるようになった。また、GTA IIIシリーズ最後の作品となり、時代的にも最も過去の作品(1984年)となっている。
なお、実在する特殊部隊が登場した作品でもあり、GTAシリーズ初、実在の有名人（フィル・コリンズ) が登場した作品でもある。
売上本数は、600万本。
本作の主人公は過去作『GTA：VC』のオープニングでの薬物取引で登場し、敵ギャングの銃撃戦で、死亡した男性の「ヴィクター・ヴァンス」。旧シリーズ最終作品である。

### グランド・セフト・オートIV
北米、欧州などで2008年4月29日にXbox 360、PS3それぞれのハードで発売されている。日本版はPS3版Xbox 360版ともに2008年10月30日に発売。PC版は北米で2008年12月2日に、欧州地域では12月3日にそれぞれ発売され、日本語版も2009年3月20日に発売された。略称は『GTAIV』。
2008年の「リバティーシティ」が舞台。今作も「アメリカ史上最悪の街」と呼ばれているが、一方シリーズ初「チャンスの街」とも言われている。主人公は旧ユーゴスラビア軍に所属していたセルビア人男性の「ニコ・ベリック」。
売上は全シリーズで3番目の2,500万本を記録した。
また、「リバティーシティ」内にある自由の女神の顔はヒラリー・クリントンであり、『GTA：SA』のホットコーヒー問題を思い出させるようにホットコーヒーを持っている。GTAシリーズで初のマルチエンディングを採用した作品でもある。なお、本作はそれ以前の作品とは世界観が異なるため、（一部のファンサービスを除き）ストーリーやキャラクター（GTAIIIシリーズ）とは、繋がりは無い。

### グランド・セフト・オートIV・ザ・ロスト・アンド・ダムド
Xbox 360用DLCとして2009年2月17日に配信された『GTAIV』の外伝作品第1弾（北米では2010年4月13日に、欧州では同年4月16日にPS3版も配信されている）。
『GTAIV』本編と同じ時間軸において、別のキャラクターの視点から「リバティーシティ」で起こる物語を描写しているが、「ニコ・ベリック」が登場するなどのシーンもある。今作限定の新しい武器や車などもある。
オンラインモードは『GTAIV』とはサーバー自体が違い、一緒にプレイする事は出来ない。略称は『GTAIV：TLAD』。
主人公は『GTAV』のメインミッション、「ミスター・フィリップス」に殺害された「ジョニー・クレビッツ」。

### グランド・セフト・オート・ザ・バラッド・オブ・ゲイ・トニー
Xbox 360用DLCとして2009年10月29日に配信された『GTAIV』の外伝作品第2弾（PS3版は北米、欧州ともに『GTAIV：TLAD』と同日に配信）。「リバティーシティ」で起こる物語を、また違った人物の視点から描いていく。
主人公はトニー・プリンスのビジネスパートナー兼ボディガードを務める男性の「ルイス・フェルナンド・ロペス」。略称は『GTA：TBoGT』（『GTAIV：TLAD』は「GTAIV」と書いてあるが、『GTA：TBoGT』はGTAIVと書かれていない）。
オンラインモードは『TLAD』と『IV』とはサーバーも違う。グラフィック等も進化している。今作限定の車や武器もある。
後に上記2作品を1枚のディスクに収めた『グランド・セフト・オート・エピソード・フロム・リバティーシティ』（本編無し）が発売された。
『GTAIV』『GTAIV：TLAD』『GTA：TBoGT』の3作品を1枚のディスクに収めた『グランド・セフト・オートIV コンプリートエディション』が発売された。

### グランド・セフト・オート・チャイナタウンウォーズ
HDシリーズ第2弾。ニンテンドーDSで2009年3月17日に北米版が発売され、PSP版も2009年10月20日に発売された。日本語版は2010年3月11日に発売された、新シリーズ初のスピンオフ作品である。略称は『GTA：CTW』『GTA：CW』。
『GTA』『GTA2』『GTA：AD』と同様の見下ろし型の視点である。デフォルメされながらも3DCGで描かれた『リバティーシティ』（『GTAIV』版）が舞台だが、容量の関係上、「オルダニー」が登場しないなどの差異がある。
売上本数は、約120万本。また時系列は『GTAIV』と『GTAV』の間の2010年である(なお直接関わる事はない)。主人公は中国マフィアのトライアドに所属する男性の「ホァン・リー」（すでに『GTAIV』内のLCPDのデータベースに、「ホァン・リー」という名が存在しているというイースターエッグがある）。
日本語版（ニンテンドーDS版）は2009年10月29日にサイバーフロントにて発売された。

### グランド・セフト・オートV
HDシリーズ第3弾。2011年10月25日に公式ホームページでタイトルが発表された。北米では2013年9月17日、日本では2013年10月10日にXbox 360、PS3でリリース。GTAシリーズでは初めて3人の主人公が登場している。 その後、2014年11月18日にPS4およびXbox Oneで、2015年4月14日にはPCでも発売、2022年3月15日にはPlayStation 5およびXbox Series X/S向けに発売された。略称は『GTAV』『GTAオンライン』。GTAシリーズ、ロックスター・ゲームスの認知度をアメリカ合衆国のみならず全世界に広めた作品となった。
時系列は『GTAIV』、『GTA：CTW』と世界観を共有していて、2013年が舞台となる。GTAVの舞台はGTAシリーズ最大級の「サンアンドレアス州（ロスサントス）」(サンフィエロ、ラスベンチュラスは出てこない）。と2020年12月15日にはカヨ・ペリコと呼ばれる追加マップがGTAオンライン向けにアップデートされる。
主人公は、「マイケル・デサンタ」、「フランクリン・クリントン」、「トレバー・フィリップス」の男性3人。また『GTAIV』と同じくマルチエンドを採用している、また、PS4版、Xbox One版、PC版のGTAVは、GTAシリーズ初FPS視点を採用や課金制度（オンライン専用）もある。
そのほか『GTAオンライン』という無料オンラインモードもある。時系列は「『GTAV』（本編）の3ヶ月前」であるが、多数のアップデートにより、『GTAV』（本編）の8年後と言われている。
今作のDLCは全て無料となっており、ほとんどが「GTAオンライン」向けのDLCであり、定期的に行っている。無料アップデート終了は未定である。
2017年12月12日の無料DLC「GTAオンライン:強盗:ドゥームズ・デイ」では、GTAシリーズ初の核兵器や『GTA：SA』で登場したジェットパック（同類ではない）、空を飛ぶ車などが登場した。
2018年7月24日の無料DLC「GTAオンライン:ナイトナイフ」では、実在のDJが登場する事になった。また前作（GTAIVのDLC『GTA:TBoGT』）の「ゲイ・トニー」も再登場した。
2018年6月14日には新規プレイヤーが古参のプレイヤーに追いつける為の「GTAオンライン」向けの『グランド・セフト・オートV プレミアムオンラインエディション』が発売された。
2019年7月には無料DLC「GTAオンライン:ダイヤモンドカジノ＆リゾート」が追加された。世界50カ国以上ではカジノ関連が賭博扱いとして利用不可であった。なお日本版は全機種規制無し。カジノ追加などによりオンラインの人口は過去最大級になり、YouTubeにおける2019年内の最も視聴されたゲームで世界3位となった。
ロックスター・ゲームスの創設者ダン・ハウザーとGTAシリーズの産みの親と言われるロックスター・ノースの社長のレスリー・ベンジーズが退社したことにより、GTAVの売上とGTAオンラインの課金等の世界的に大成功したにもかかわらずGTAの新作は以前のような発売ペースではなくなり、GTAオンラインのアップデートのみを今後数年間に亘り継続していくという状況となっていた。アップデートの内容も世界観が合わないような物が追加される事があり、度々批判対象にもなっている。
白人警官が黒人男性ジョージ・フロイドを殺害（ジョージ・フロイドの死）が発生し、2020年5月26日からデモが世界中行われているジョージ・フロイド抗議運動（ブラック・ライヴズ・マター）のため、GTAオンラインが一時的にロックスターによりアクセス利用不可になった。また同時期に中華人民共和国湖北省武漢から発生していた新型コロナウイルス感染症が世界的に流行したため、ロックダウン、外出禁止令などをかけられる国が多数あり、プレイヤーが増加したため、GTAオンラインの一部の売上をウイルス対策を行う組織に支援すると発表した。
GTAVのギネス世界記録は発売直後に6つの部門も更新した。GTAシリーズ最大の9,500万本の出荷を達成したが、近日1億本達成が間近だと発表し、2018年11月に累計出荷本数1億本を達成した。2020年3月には1億3,000万本達成したことを発表している。記録では3ヶ月後に500万本増加のペースである。そのため世界で3番目の売上になっている他、GTAV単独のみで『スター・ウォーズシリーズ』の2倍以上の売上を誇っており、現時点で21世紀で最も大成功を収めたゲームとなっている反面、世界中で問題視されてもいる。

### グランド・セフト・オートVI
2025年5月2日にロックスター・ゲームスは、グランド・セフト・オートVIの発売日が2026年5月26日であると正式発表した。

### リマスター作品一覧
完全新作という訳ではなく、過去作品をグラフィックや操作を改良し、発売しているソフトの事を指す。

#### グランド・セフト・オート:ダブルパック
2003年に発売されたリマスター作品。
『グランド・セフト・オートIII』と『グランド・セフト・オート・バイスシティ』の作品が1つのゲームソフトとして販売されている。

#### グランド・セフト・オート:トリロジー
2006年に発売されたリマスター作品。

#### グランド・セフト・オート:トリロジー:決定版
2021年に発売されたリマスター作品。『グランド・セフト・オートIII』、『グランド・セフト・オート・バイスシティ』と『グランド・セフト・オート・サンアンドレアス』の3つ作品が1つのソフトとして発売された他、グラフィック等の向上がなされた。
全体的な操作は『グランド・セフト・オートV』のスタイルを採用した。

## 舞台

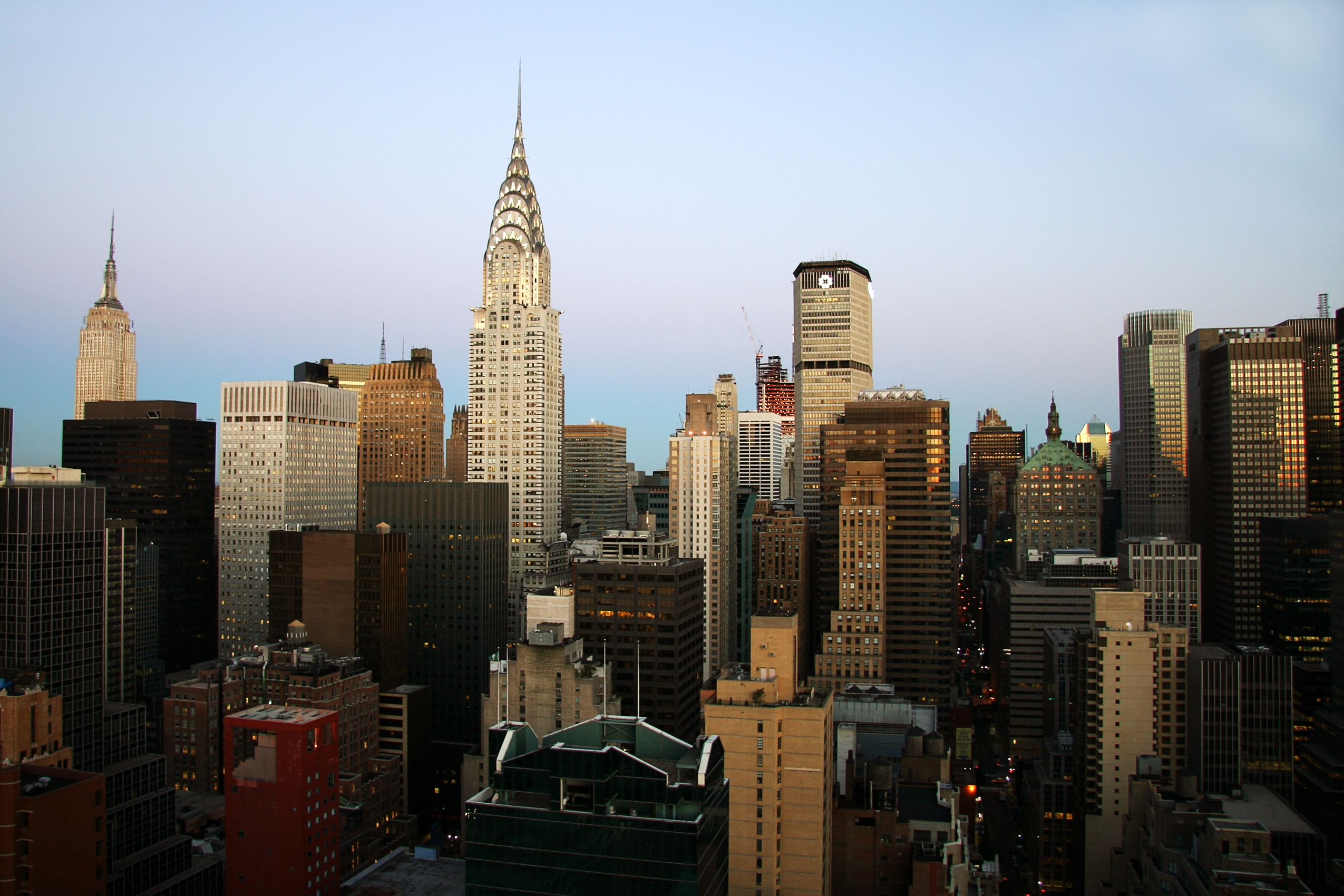
リバティーシティのモデルとなったニューヨーク。

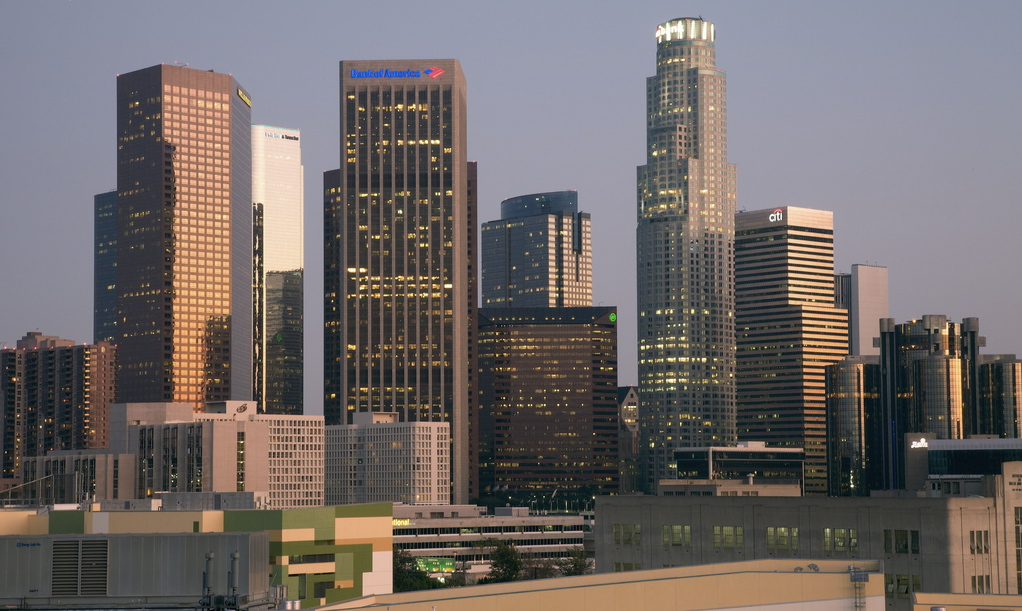
ロスサントス（サンアンドレアス州）のモデルとなったロサンゼルス。

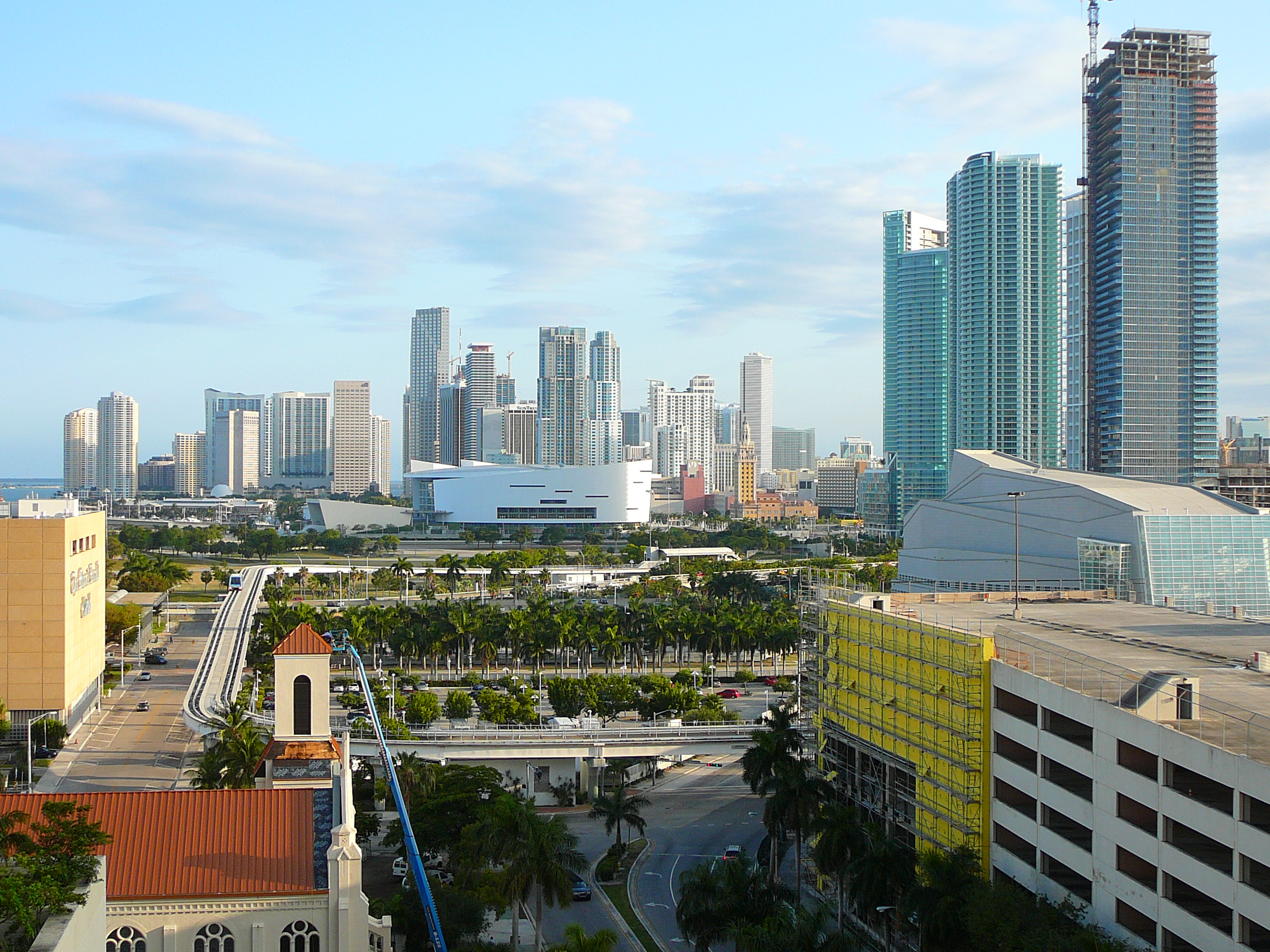
バイスシティのモデルとなったマイアミ。

GTAシリーズ内の作品中に出てくる舞台は、ニューヨークがモデルの『リバティーシティ』、ロサンゼルスがモデルの『ロスサントス』、サンフランシスコがモデルの『サンフィエロ』、ラスベガスがモデルの『ラスベンチュラス』、マイアミがモデルの『バイスシティ』などがGTAシリーズに存在する架空の都市である。

## 各作品の年代設定
- 1961年 - 『GTA:ロンドン1961』
- 1969年 - 『GTA:ロンドン1969』
- 1984年 - 『GTA:VCS』
- 1986年 - 『GTA:VC』
- 1992年 - 『GTA:SA』
- 1997年 - 1998年 - 『GTA』
- 1998年 - 『GTA:LCS』
- 2000年 - 『GTA:Adv』
- 2001年 - 『GTAIII』
- 2008年 - 『GTAIV』および『グランド・セフト・オート・エピソード・フロム・リバティーシティ』
- 2010年 - 『GTA:CW』
- 2013年 - 『GTAV』[注 3]

## GTA:サウンドトラック（ラジオ局）
- グランド・セフト・オート サウンドトラック
- グランド・セフト・オート2 サウンドトラック
- グランド・セフト・オートIII サウンドトラック
- グランド・セフト・オート・バイスシティ サウンドトラック
- グランド・セフト・オート・サンアンドレアス サウンドトラック
- グランド・セフト・オート・リバティーシティ・ストーリーズ サウンドトラック
- グランド・セフト・オート・バイスシティ・ストーリーズ サウンドトラック
- グランド・セフト・オートIV サウンドトラック
- グランド・セフト・オートV サウンドトラック

## 諸問題

### 訴訟
米国では2003年6月7日、このシリーズをプレイしていた少年が警察署で警官など数人に発砲してパトカーを奪うという事件が起き、その後被害者遺族からメーカーと販売店に対して民事訴訟が起こされた。
ほか『GTA:VC』ではゲーム中に多く登場するハイチ人のギャングやマフィアといったキャラクターが暴力的すぎるとして、ハイチ系移民から訴訟を起こされたこともある。

### 暴力シーンを理由とする有害図書指定およびCEROへの影響
GTAⅢが発売され日本でも人気を博すと、「偏った思想の精神病患者が好き好んでプレイしている」や「急激に凶悪な少年犯罪が増えた」といった根拠のない誹謗が行われた。これに関連してか、神奈川県は2005年6月7日、大手ゲームメーカー「カプコン」が販売するPS2版『グランド・セフト・オートIII』（GTAIII）に残虐な内容が含まれているとして神奈川県青少年保護育成条例の「有害図書」に指定した。
同条例に基づき、このソフトは18歳未満への販売が禁止されるとともに店頭での一般ソフトとの区分陳列が義務づけられるようになり、違反者には30万円の罰金が科せられる。また、神奈川県に続き石川県、埼玉県、大阪府も有害図書に指定した。
さらに7月14日に開かれた全国知事会議で全都道府県（長野県の一部を除く）で有害図書に指定された。
この有害図書への指定とその原因とされた一連の出来事を機に、コンピュータエンターテインメントレーティング機構（CERO）は旧区分で「18歳以上対象」とされていたソフトを「Z（18歳以上のみ対象）」と「D（17歳以上対象）」の2区分へ変更するようレーティング制度を改めるとともに各都道府県の青少年保護育成条例において「CERO：Z」区分と審査されたソフトを全て有害図書へ指定するようになった。

### 性的シーンの問題
暴力的なゲームを非難しているアメリカ合衆国の団体・NIMF（全米家族メディア研究所）が2004年に発売された『グランド・セフト・オート・サンアンドレアス』にはインターネットでダウンロードできる「HotCoffee（訳：ホットコーヒー）」と呼ばれるMODを導入することで性的なシーンが見られるとして批判声明を発表（このホットコーヒーは元々からプログラムされていた当該シーンのロックを解除するプログラム）。
ロックスター・ゲームス側は「ゲーム製作者側が意図したものでは無い」と反論したものの2005年7月14日、米上院議員（当時）のヒラリー・クリントンは連邦取引委員会に調査要求を出した。7月20日には同ゲームのESRBのレーティングを「ESRB：Mature」（M：17歳以上向け）から「ESRB：Adults Only」（AO：18歳未満禁止のソフト）へと引き上げられることになった。
その後性的シーンを無効にする（幾つかのバグフィックスも含む）パッチがリリースされた。また、流通されているソフトは一旦全て回収を行い、レーティングが、「ESRB：Adults Only」に該当する要素を削除したバージョンとして現在も、再出荷されている。

### シリーズ最新作流出事件
2022年9月、『グランド・セフト・オートV』の次回作にあたる最新作の開発初期段階のプレイ映像90本ほどが流出する事件が発生した。この一連の事件はゲーム業界の歴史において最悪の出来事となった。ロックスターは公式声明を出し、このプレイ映像が本物であることを認め、今後の開発内容について発表した。アメリカ合衆国連邦政府（アメリカ合衆国司法省）の連邦捜査局（FBI）が直接調査する事になり、英国警察と共同調査でイギリス在住の少年が逮捕された。この少年はUber Eatsなどにも同様の事をしていたことが判明した。